# TV3 (Viasat)
TV3 ist der Name für Fernsehsender von Viasat in den Ländern Schweden, Dänemark, Norwegen. TV3 in Slowenien wurde am 29. Februar 2012 eingestellt. Die TV3-Sender in Estland, Litauen und Lettland wurden verkauft. Die Sender sind im Gegensatz zu den meisten anderen Sendern der Viasat-Familie frei empfangbar und bieten unterhaltungsorientierte Programme, überwiegend mit US-amerikanischen Serien und Spielfilmen. Alle Sender von Viasat werden von London aus ausgestrahlt. Viasat gehört zur schwedischen Nordic Entertainment Group, einer Ausgründung der Modern Times Group.

## Geschichte
TV3 wurde durch Jan Stenbeck initiiert und startete am 31. Dezember 1987 als erster rein kommerzieller Fernsehkanal in Schweden, Norwegen und Dänemark. Anfänglich sendete der Sender von London aus dasselbe Programm für alle drei skandinavischen Länder. Der Name entstand aufgrund der damaligen Dominanz von Sveriges Television mit seinen zwei Kanälen. Zuerst spaltete sich die dänische Version ab und nach einiger Zeit gab es auch getrennte Kanäle für Norwegen und Schweden. Mit der Inbetriebnahme eines Astrasatelliten 1989 verbesserte sich der Empfang für die Kunden deutlich. Im selben Jahr wurde auch der erste Tochterkanal, der Bezahlsender TV1000, gestartet. 1991 wurde ein gemeinsamer Programmblock mit dem Sender TV4 ins Leben gerufen, der sich später zu ZTV entwickelte. Dies war das erste Jahr in dem TV3 schwarze Zahlen schrieb.
In den 1990er Jahren entstanden Tochterunternehmen in den baltischen Staaten und nach 2000 Schwesterkanäle in Ungarn und Russland. 2017 verkaufte MTG die baltischen Sender der TV3 Group an die Investmentgesellschaft Providence Equity Partners.

## Litauen
Am 11. April 1993 begann der Sender unter dem Namen Tele-3 mit der Ausstrahlung des überregionalen Programms in Litauen. 1996 wurde das Unternehmen insolvent, anschließend von Viasat übernommen und unter heutigem Namen weitergeführt.